# الحجي (الديس)

تعديل مصدري - تعديل

الحجي هي إحدى قرى عزلة الديس بمديرية الديس التابعة لمحافظة حضرموت، بلغ تعداد سكانها 282 نسمة حسب تعداد اليمن لعام 2004.